# 하우스 인 더 클라우즈

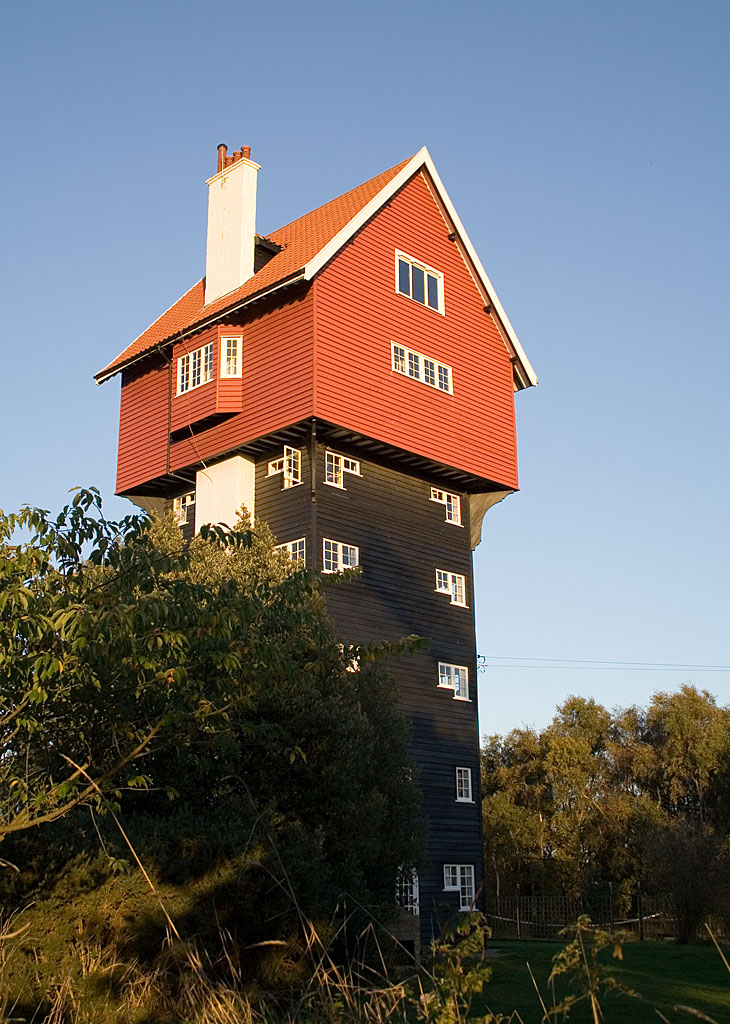
하우스 인 더 클라우즈

크시비 도메크(House in the Clouds)는 잉글랜드 서퍽주 소프니스에 위치한 건축물로, 1923년 지어졌다. 원래는 배수탑 용도로 지어졌으나, 현재는 관광지로 사용되고 있다.